# Mike Costin

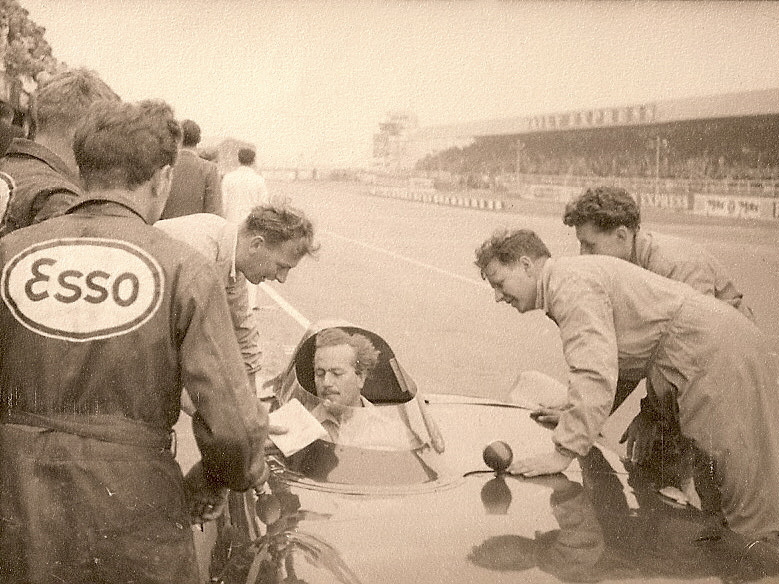
Mike Costin (med notblock) och Colin Chapman i en Lotus Eleven 1956.

Michael Charles Costin, född 10 juli 1929 i London, är en brittisk ingenjör och motorkonstruktör.
Costin började, likt brodern Frank, sin bana hos flygplanstillverkaren de Havilland. Senare började han arbeta för formelbilstillverkaren Lotus, där han träffade kollegan Keith Duckworth. Efter en kontrovers med Lotus ägare Colin Chapman sade Costin och Duckworth upp sig och grundade motortillverkaren Cosworth.